# Jean Bertrand (homme politique, 1809-1869)
Pour les articles homonymes, voir Jean Bertrand et Bertrand.
Jean Bertrand, né le 11 janvier 1809 à Vitry-le-François (Marne) et mort le 2 mai 1869 dans cette même ville, est un homme politique français.

## Biographie
Après des études de droit, il devient avocat. Il entre au conseil municipal de Vitry-le-François et devient adjoint au maire puis premier magistrat.
Après une première candidature à la députation, il est élu représentant de la Marne à l’Assemblée constituante de 1848, où il siège à droite. Réélu en 1849, il ne soutient pas l'Empire. Candidat indépendant en 1864, il est battu.
Il fut également membre du conseil général de la Marne.

## Mandats
- Député de la Marne : 23/04/1848 - 02/12/1851